# Une nuit à Rio
Pour plus de détails, voir Fiche technique et Distribution.
Une nuit à Rio (titre original : That Night in Rio)  est un film musical américain de  Irving Cummings, sorti en 1941.
Ce film est un remake du film Folies-Bergère de 1935, réalisé par Roy Del Ruth et Marcel Achard, avec Maurice Chevalier et Nathalie Paley.

## Synopsis
Larry Martin, un chanteur américain qui travaille dans Rio de Janeiro, crée sur scène un numéro d'imitation visant à caricaturer un géant local de la finance, le banquier et investiture Manuel Duarte. Le numéro est d'autant mieux réussi que la ressemblance entre les deux hommes est frappante. Duarte est victime d'une agression boursière qui risque de le ruiner s'il ne trouve pas très vite un prêt et se rend à Buenos Aires. Les deux associés de Duarte se rendent compte que l'absence de ce dernier à Rio risque d'être interprété comme une fuite, et de dévaloriser les actions qui leur restent. Ils engagent donc Martin pour tenir son rôle d'abord à la Bourse où il va se mettre à acheter des actions sans comprendre ce qu'il fait, puis à une réception mondaine. Là les choses se compliquent, puisque devant Cécilia la femme de Duarte, il joue le rôle du mari, ne sachant pas que celle-ci est au courant du stratagème. Il s'ensuit une série de quiproquos qui vont se compliquer avec le retour imprévu du mari et l'intervention de Carmen, la petite amie de Martin. Mais bien sûr, comme tout film hollywoodien, l'amour triomphera…

## Fiche technique
- Titre français :  Une nuit à Rio
- Titre original : That Night in Rio
- Réalisateur : Irving Cummings
- Production : Fred Kohlmar et Darryl F. Zanuck
- Société de production et de distribution : Twentieth Century Fox
- Scénario : George Seaton, Bess Meredyth et Hal Long d'après la pièce The Red Cat de Rudolph Lothar (1865-1943) et Hans Adler (1880-1957) créée à Broadway le 19 septembre 1934
- Adaptation : Jessie Ernst
- Dialogues : Samuel Hoffenstein
- Directeur musical : Alfred Newman
- Musique : Mack Gordon et Harry Warren
- Chorégraphie : Hermes Pan et Angela Blue (assistante)
- Directeur de la photographie : Ray Rennahan et Leon Shamroy
- Montage : Walter Thompson
- Direction artistique : Richard Day et Joseph C. Wright
- Décors : Thomas Little
- Costumes : Travis Banton et Sam Benson
- Pays de production :  États-Unis
- Format : Couleurs (Technicolor) - 35 mm - 1,37:1 - Son : mono (Western Electric Mirrophonic Recording)
- Genre : Film musical et comédie romantique
- Durée : 91 minutes
- Dates de sortie : 
  - États-Unis : 11 avril 1941
  - France : 6 juin 1947

## Distribution
- Alice Faye : Baronne Cecilia Duarte
- Don Ameche : Larry Martin / Baron Manuel Duarte
- Carmen Miranda : Carmen
- S. Z. Sakall : Arthur Penna
- J. Carrol Naish : Machado
- Curt Bois : Felicio Salles
- Leonid Kinskey : Monsieur Pierre Dufond
- Bando da Lua : l'orchestre de Carmen Miranda
- Frank Puglia : Pedro
- Lillian Porter: Luiza
- María Montez : Inez
- Georges Renavent : L'ambassadeur
- Eddie Conrad : Alfonso
- Fortunio Bonanova : Pereira
- Flores Brothers Trio

## Galerie

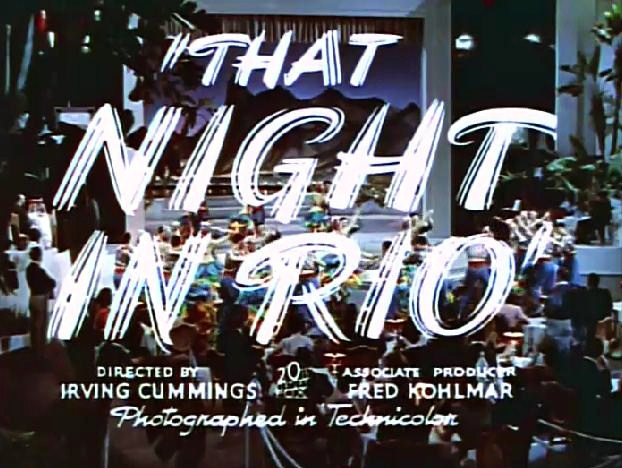
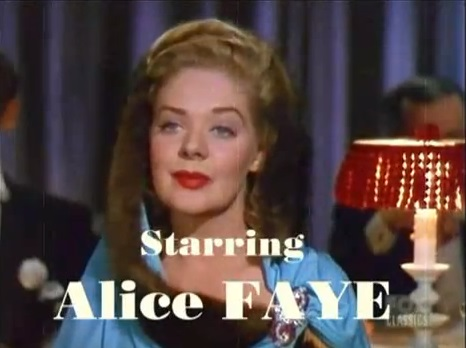
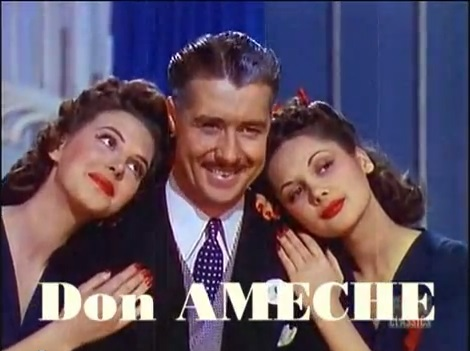
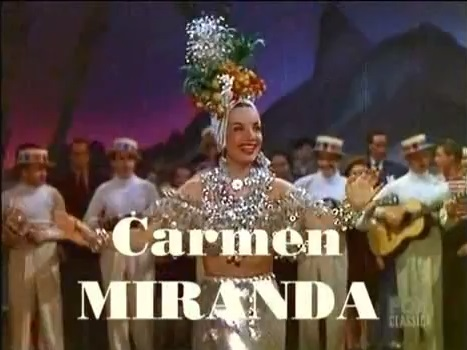
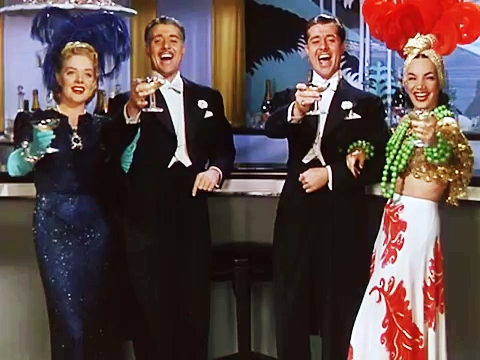
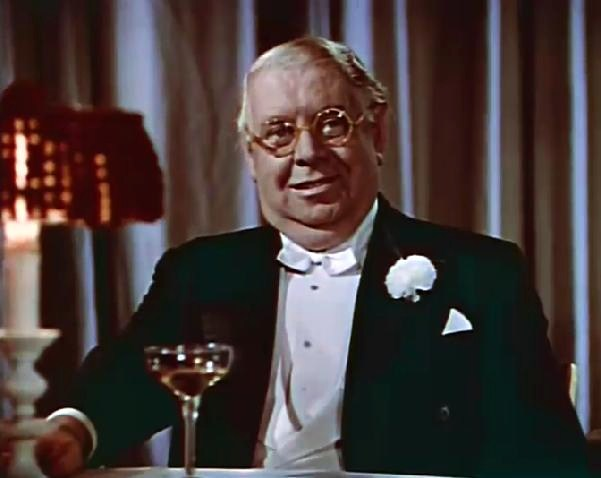
S. Z. Sakall
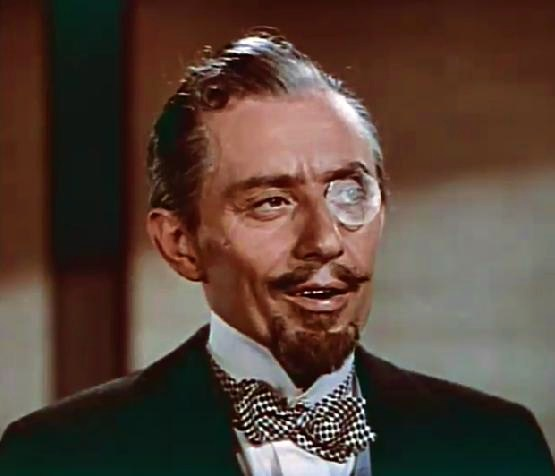
Curt Bois
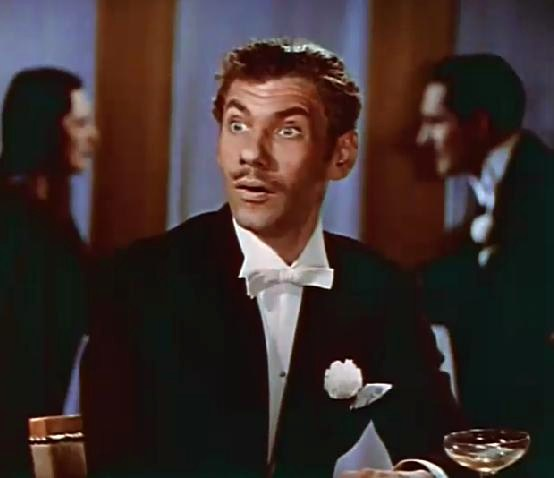
Leonid Kinskey

## À noter
- Carmen Miranda savait très peu l'anglais et a dû mémoriser les lignes phonétiquement avant le tournage.
- Le scénario du film a été remis à l'ambassade du Brésil pour éviter tout problème diplomatique. (Le Brésil alors dirigé par le dictateur Vargas était un allié potentiel des États-Unis.